# Yasuhide Itō
Yasuhide Itō (伊藤康英, Itō Yasuhide) est un compositeur, pianiste et chef d'orchestre japonais contemporain.
Né le 7 décembre 1960 à Hamamatsu au Japon, Yasuhide Itō remporte de nombreux prix pour son travail de compositeur. Au total, il a composé plus de 130 pièces.
Il est aussi très connu en tant que pianiste, ayant exécuté de nombreux morceaux en solo et aux côtés d'artistes reconnus, dont notamment Trevor Wye, William Bennett, Steven Mead (en), Brian Bowman (en), Miura Toru et Sugawa Nobuya.
En tant que chef d'orchestre, il travaille notamment pour l'Orchestre d'harmonie Kosei de Tokyo lors de son tour d'Asie en 2002.

## Compositions

### Œuvres pour orchestre
- 1982 Sinfonia
- 1988 Concerto pour saxophone
  1. Prima Parte
  2. Seconda Parte
- 1999 Festal Scenes
- 1999 Gloriosa (Gururiyoza) poème symphonique

### Œuvres pour orchestre d'harmonie
- 1978 En marche
- 1979 Progres
- 1982 Évocation
- 1983 Concerto fantastique pour saxophone alto et orchestre d'harmonie
- 1984 Liturgia Sinfonica
- 1984 Rag-Time-March
- 1985 Sinfonia
- 1986 Concerto pour pianoforte et ensemble
- 1986 Festal Scenes - Jojoteki Matsuri
- 1986 Prélude à un opéra inachevé
- 1989 Tableau
- 1990 Gloriosa (Gururiyoza) poème symphonique
  1. Oratorio
  2. Cantus
  3. Dies Festus
- 1990 Fantasy Variations pour euphonium et ensemble
- 1990 Symphonie
- 1991 Variations from the Northern Sea
- 1991 Interlude à un opéra inachevé
- 1992 Rapsodia Formasa
- 1992 Ouverture
- 1992 Fuji esquisse symphonique pour orchestre d'harmonie
- 1992 Fantasia Classica
- 1993 Fanfares pour rencontre athlétique nationale à Fukushima
- 1993 March, Wind & Sun
- 1993 Preludio Celebrativo
- 1993 Soma Festival March
- 1993 Soma Festival March No.2
- 1993 Remembrance II
- 1993 Funa-Uta (Boat Song)
  1. Kompira Fune-fune
  2. Ondo no Funa-uta
- 1994 A Jubilee Symphony
- 1994 Three Scenes from Soma (suite)
  1. Fanfare
  2. Shin-soma-bushi
  3. Soma festival march
- 1994 Chopin Fantasy
- 1995 Mélodies
- 1995 Preludio Celebrativo
- 1995 Hamamatsu Overture
- 1995 Sonata Classica
- 1996 A la Suite Classique
  1. Allemande en forme de Tango
  2. Sarabande en forme de Chaconne
  3. Gavotte en forme de Habanera
  4. Gigue en forme de Zapateado
- 1996 Meguru Kisetsu ni
- 1998 Ryukuan Fantasy
- 1998 Maiko Spring March
- 1998 Festeggiamo e Cantiamo Musica Festiva per Banda
- 1998 La Vita symphonie en trois scènes
  1. La Sinfonia
  2. Una Poeta
  3. La Vita
- 1999 Kokiriko alla Marcia[1]
- 1999 Ryukuan Fantasy pour piano et orchestre d'harmonie
- 2000 Go For Broke poème symphonique
- 2000 As Time is passing on poème symphonique
- 2000 As Time is passing on poème symphonique
- 2001 Pacem et gloriam pro nobis ouverture pour orchestre d'harmonie
- 2001 March « The Three Tops Hill »
- 2001 March « Over the Century »
- 2001 March « Over the Wind »
- 2002 Choral Fantasy poème symphonique
- 2002 Get well, Maestro
- 2002 March "fuji no Yama"
- 2003 Rapsodia di Toyama
- 2003 Dona Nobis Pacem per Band
- 2004 Mokuseino Fantasy (A Jupiter Fantasy)[2]
- 2005 Marche pour mars
- 2005 The Earth
- 2005 The Planets trilogie pour orchestre d'harmonie
  1. March for Mars
  2. The Earth
  3. A Jupiter Fantasy
- 2005 Concerto pour euphonium
- 2005 Sinfonia Singaporiana
- 2005 Get Well Maestro - In Memory of Maestro Frederick Fennell (en)
- 2009 Morning Songs in Hiroshima (Hiroshima no Asa no Uta)[3]
- Marche « La Vita sola una volta » [4]

### Opéra
- 2001 Mr.Cinderella opéra en 2 actes

### Musique vocale
- 1981 Regina Nivis pour deux sopranos, flûte, clarinette, saxophone, violon, violoncelle, piano et percussions
- 1996 Meguru Kisetsu ni pour voix et quintette pour piano (deux violons, alto, violoncelle et piano)

### Musique de chambre
- 1979 Sonata c-klein pour flûte et piano
- 1986 Graduation pour euphonium et piano
- 1986 Mouvement Supplémentaire à « ZWEISAMKEIT » pour saxophone alto et piano
- 1988 Variations sur un thème de Rameau pour saxophone alto et piano
- 1991 Ode pour trompette et piano
- 1992 Ouverture pour deux flûtes, deux hautbois, deux clarinettes, deux saxophones alto, deux bassons, deux cors, deux trompettes, deux trombones et tuba
- 1993 Remembrance pour violon et piano
- 1994 Fanfare pour la ville de Hamamatsu pour piccolo, flûte, hautbois, clarinette, saxophone, cor, trombone, euphonium, tuba, contrebasse, timbales et percussions
- 1994 Fantaisie Chopin pour piano, piccolo, flûte, hautbois, saxophone, basson et cor
- 1996 Fantaisie kenyane suite pour deux flûtes et piano (à quatre mains)
- 1997 Concerto fantastique pour deux pianos et percussions optionnelles
- 1998 Ode pour saxophone, trompette et piano
- 1999 Fantaisie sur un hème de Jupiter pour flûte et piano
- 2000 Sonate pour flûte et piano
- 2001 Kokiriko alla Marcia pour saxophone soprano, marimba, percussion et piano
- 2001 Ryukuann Fantasy pour deux violons, alto, violoncelle, contrebasse et piano
- 2002 Liebestreu pour violon et piano
- 2003 L'insalata del Sassofono suite pour saxophone soprano et piano
  1. Antipasto misto
  2. Spaghetti Macedonia
  3. Agnello arrosto
  4. Insalata di Cesare
  5. Gelato con caffe
- 2003 A la Suite Classique pour euphonium et piano
  1. Prélude
  2. Allemande en forme de tango
  3. Sarabande en forme de chaconne
  4. Interlude l'imitation de Mr. L. Couperin
  5. Gavotte en forme de habanera
  6. Menuet en forme de musette
  7. Gigue en forme de Zapateado
- 2003 Gelato con caffe pour saxophone alto et piano
- 2003 Lucky Nine pour clarinette et piano
- 2004 The Spanish horn pour quatuor de cors
- 2004 Prélude pour euphonium et piano

### Musique pour percussion
- 2000 La Danza pour sextuor de percussions
- 2002 Kenyan Fantasy suite pour sextuor de marimbas
- Fantaisie de Bali '84 pour sextuor de percussions